# 视听

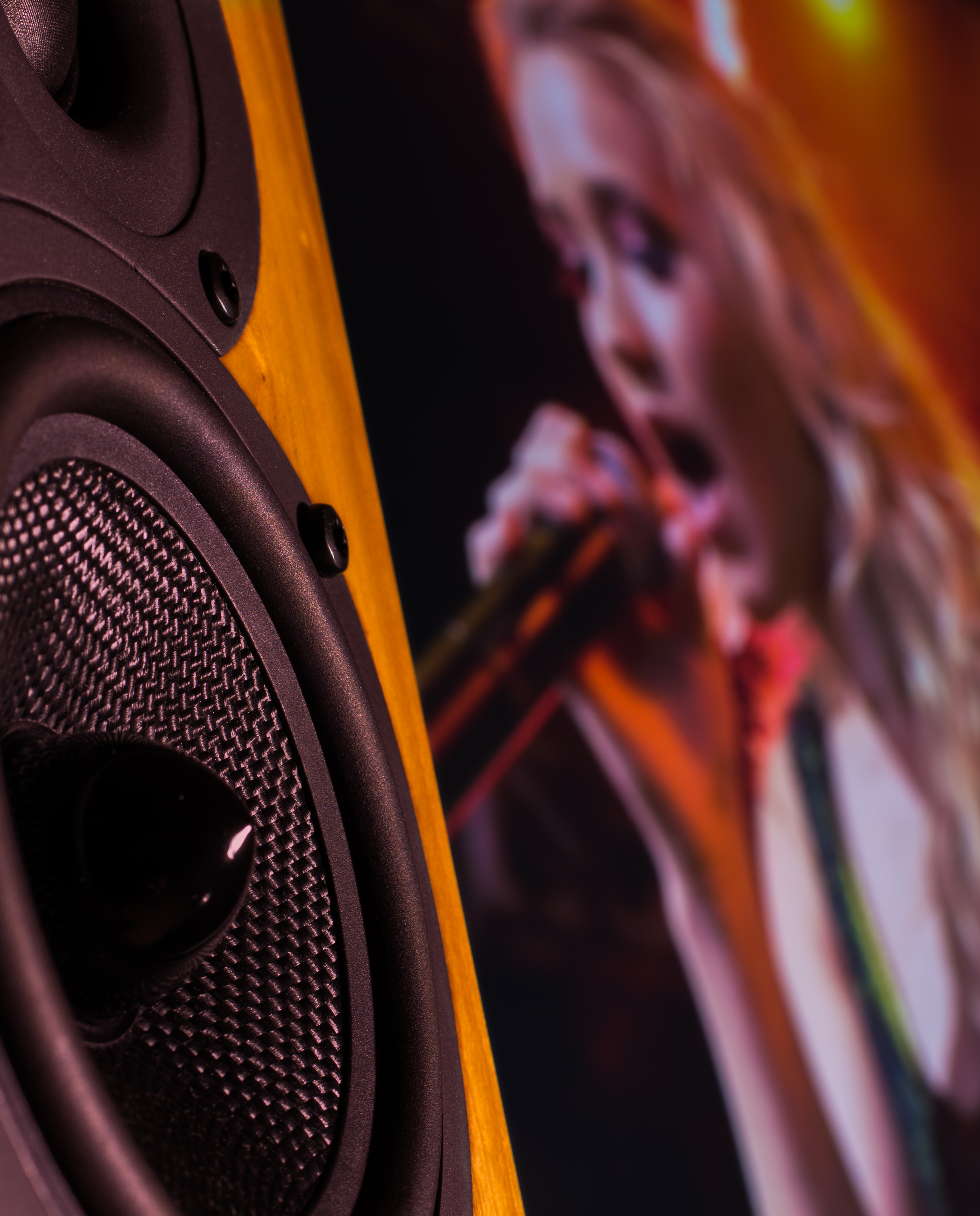
高品质的视听设备可再现音乐会的现场体验

视听（英語：Audiovisual，AV）是指既有声音又有视觉效果的电子媒体，如幻灯片演示、电影、电视节目、企业会议和现场戏剧表演。
视听服务提供商经常提供网络流媒体、视频会议和现场直播服务。
基于计算机的视听设备经常用于教育领域，许多中小学和大学都安装了投影设备并使用交互式白板技术。